# Jan Schlubach
Pour les articles homonymes, voir Schlubach.
Jan Schlubach, né à La Haye (Pays-Bas) le 10 décembre 1920 et mort à Berlin (Allemagne) le 4 février 2006, est un directeur artistique, scénographe et chef décorateur néerlandais.

## Filmographie partielle

### Comme directeur artistique
- 1963 : Das Glück läuft hinterher
- 1963 : Das Band (TV)
- 1967 : Delirium zu zweit auf unbegrenzte Zeit (TV)
- 1967 : Peter Schlemihls wundersame Geschichte (TV)
- 1968 : Ein Mann namens Harry Brent (série TV)
- 1969 : Die Rückkehr (TV)
- 1975 : Barry Lyndon (séquences en Allemagne)
- 1975 : Inside Out de Peter Duffell
- 1976 : Salon Kitty (séquences en Allemagne)
- 1980 : Fabian de Wolf Gremm
- 1981 : Charlotte
- 1981 : Berlin Tunnel 21 (TV)
- 1982 : Le Soldat (séquences à Berlin)
- 1982 : Die Unerreichbare (pl) (TV)
- 1983 : Octopussy (additionnel)
- 1985 : Edvige Scimitt - Ein Leben zwischen Liebe und Wahnsinn
- 1988 : Destination Berlin
- 1988 : Judgment in Berlin
- 1989 : La Roseraie de Fons Rademakers
- 1992 : Der nächtliche Besucher

### Comme chef décorateur
- 1989 : La Roseraie de Fons Rademakers

## Récompenses, distinctions et honneurs

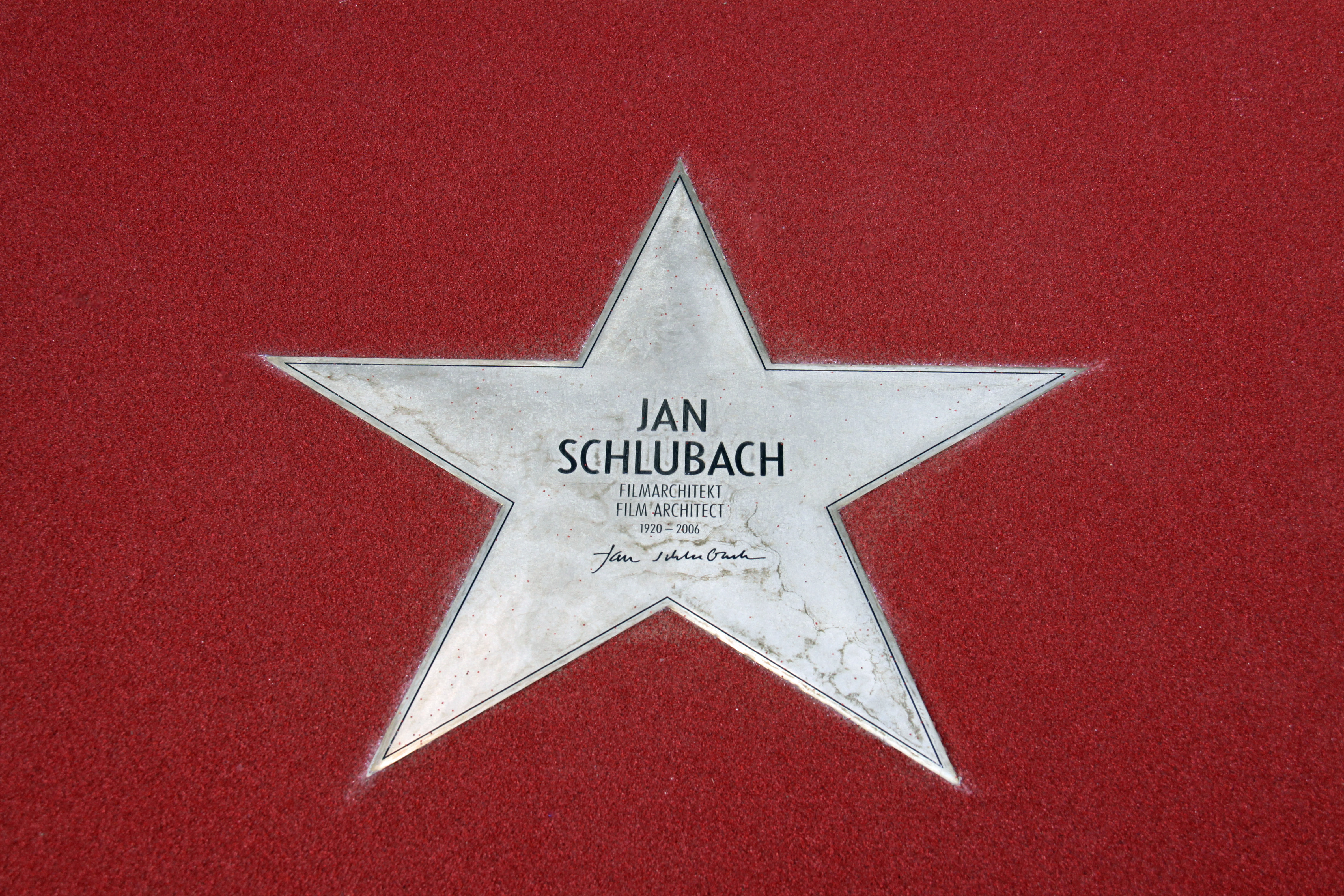
étoile de Jan Schlubach sur le Boulevard des stars à Berlin.

- 1980 : Deutscher Filmpreis pour le film Fabian
- 1999 : officier de l'Ordre du Mérite de la République fédérale d'Allemagne de première classe
- 2000 : admission à l'Académie des arts de Berlin
- 2010 : étoile sur le Boulevard des stars à Berlin